# Hoonhorst
Hoonhorst (Nedersaksisch: Hoonhörst [hoː(ə)nhœ̜st]) is een dorp in de gemeente Dalfsen, in de Nederlandse provincie Overijssel. Het dorp telt 728 inwoners binnen de kern; in het landelijke gebied om de kern heen (inclusief buurtschap Lenthe) wonen 870 mensen. Hoonhorst heeft geen eigen postcode en valt voor de postadressen onder Dalfsen.

## Geschiedenis
Het dorp is ontstaan toen in de eeuwen na de reformatie het katholieke geloof onderdrukt werd. De kerk is, evenals de Grote kerk in Dalfsen, gewijd aan de heilige Cyriacus, wat verder in Nederland en België nauwelijks voorkomt. Hoonhorst is een katholiek dorp, waarmee het deel uitmaakt van een katholieke enclave waartoe onder andere ook Lemelerveld, Raalte, Vilsteren en Wijthmen behoren. Deze enclave in het hart van Salland wordt omringd door gebied met een grotendeels protestants karakter.

## Cultuur
In Hoonhorst wordt elk jaar sinds 1977 carnaval gevierd met carnavalsvereniging de Hoonhakkers. Het dorp heet gedurende carnaval Hakkersdonk. Ook wordt ieder jaar in juni het Hoonhorster Sproeifeest, een dorpsfeest met feesttent en kermis gehouden. In Hoonhorst staat de monumentale Molen Fakkert, die in de jaren 30 van de twintigste eeuw is onttakeld en waarvan de restauratie tot maalvaardige molen in 2010 is begonnen.

## Deelauto
Sinds december 2012 heeft Hoonhorst een elektrische deelauto, waar inwoners tegen betaling of andere tegenprestatie gebruik van mogen maken. De in 2012 geïntroduceerde auto was een Renault Kangoo Maxi Z.E. met een actieradius van 160 kilometer, afhankelijk van het gebruik en de omstandigheden. Deze auto was aangeschaft door Duurzaam Hoonhorst en aangesloten bij MyWheels, waarmee gebruikers online de deelauto konden reserveren.
In oktober 2020 heeft Hoonhorst een nieuwe elektrische deelauto aangeschaft en in gebruik genomen; een Kia Soul EV. Deze elektrische auto heeft een actieradius van 450 kilometer, en kan via JustGo Sharing met behulp van een mobiele app gereserveerd worden. Hiervoor moeten bewoners zich eerst aanmelden in een gesloten community, waarna de auto gereserveerd kan worden voor privégebruik of gemeenschappelijke doelen, zoals het vervoer van personen van en naar zorgboerderijen.

## Geboren
- Bas Verkerk (1958), politicus en bestuurder

## Externe links

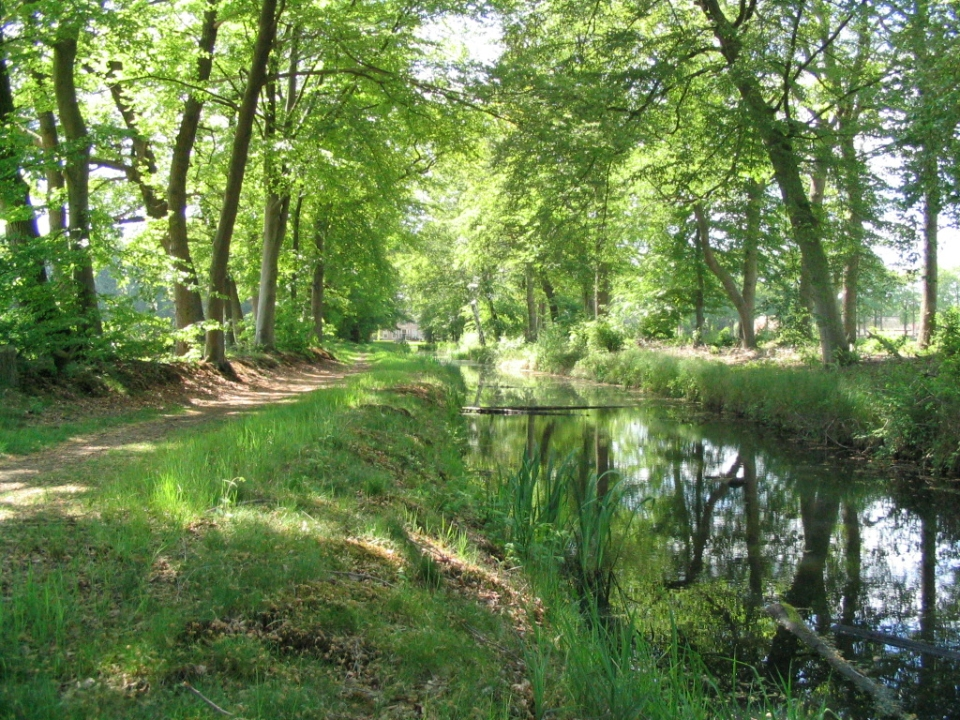
Het Overijssels Havezatenpad loopt langs Hoonhorst
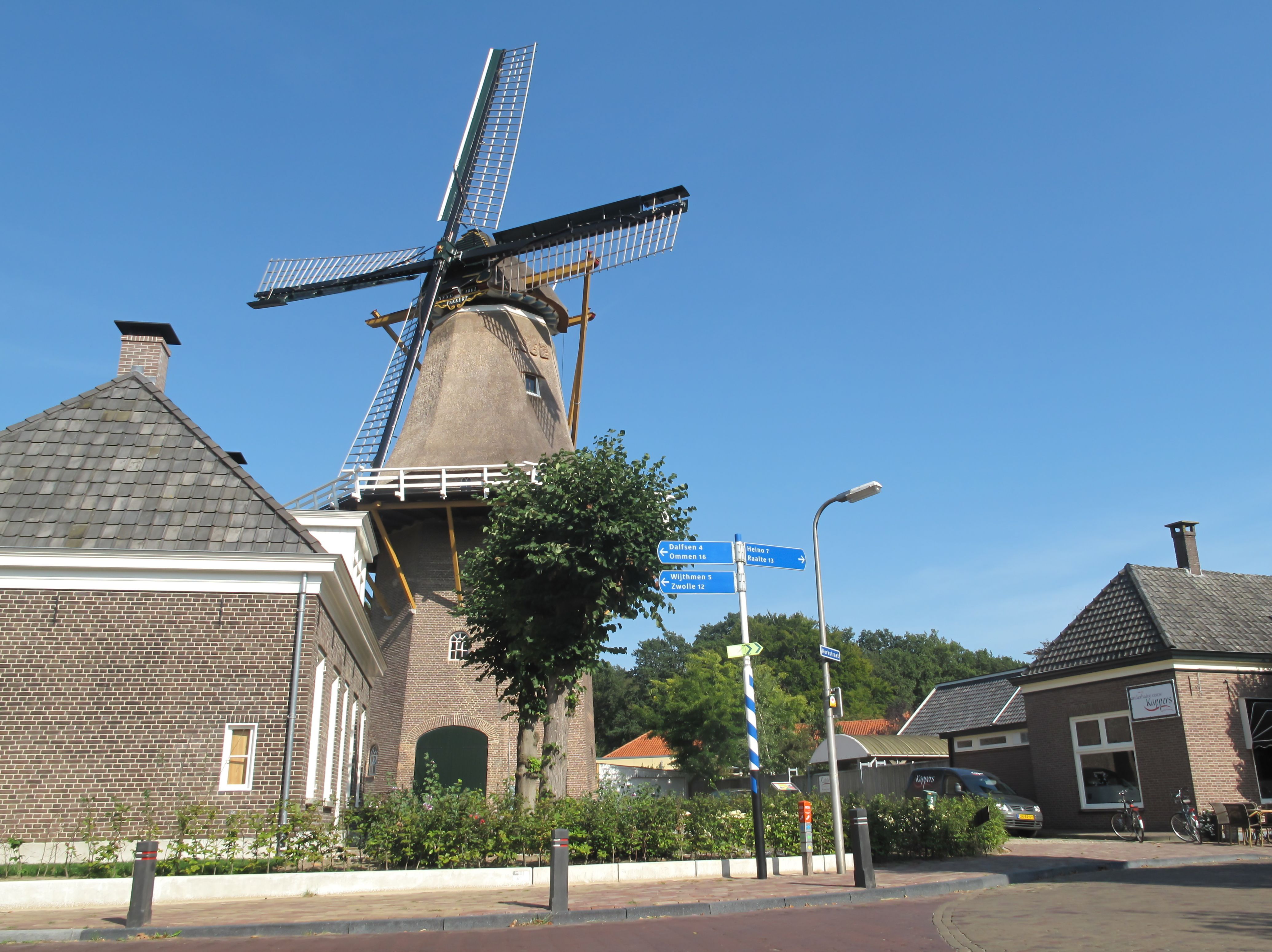
Hoonhorst, molen Fakkert
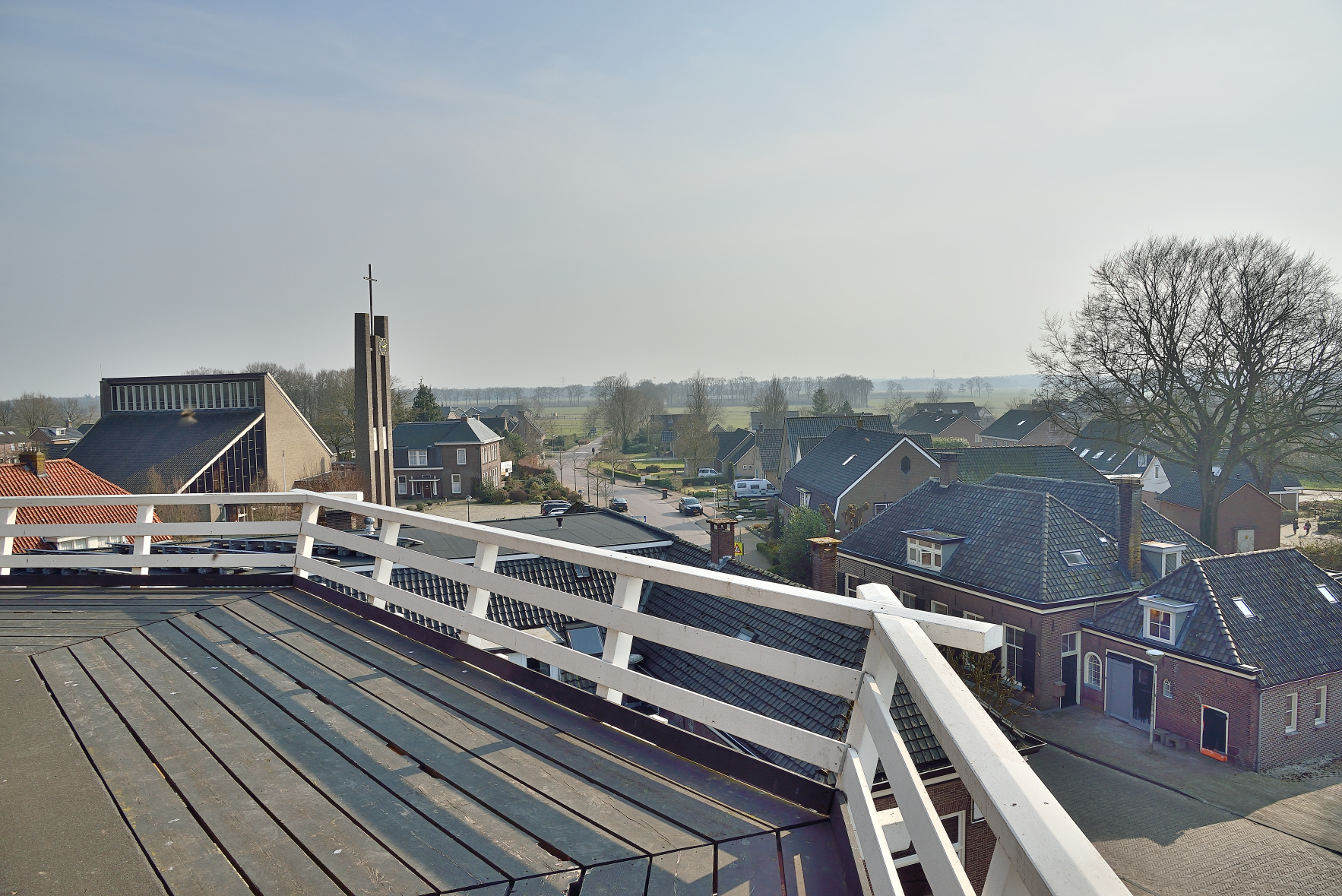
Gezien vanaf de molen
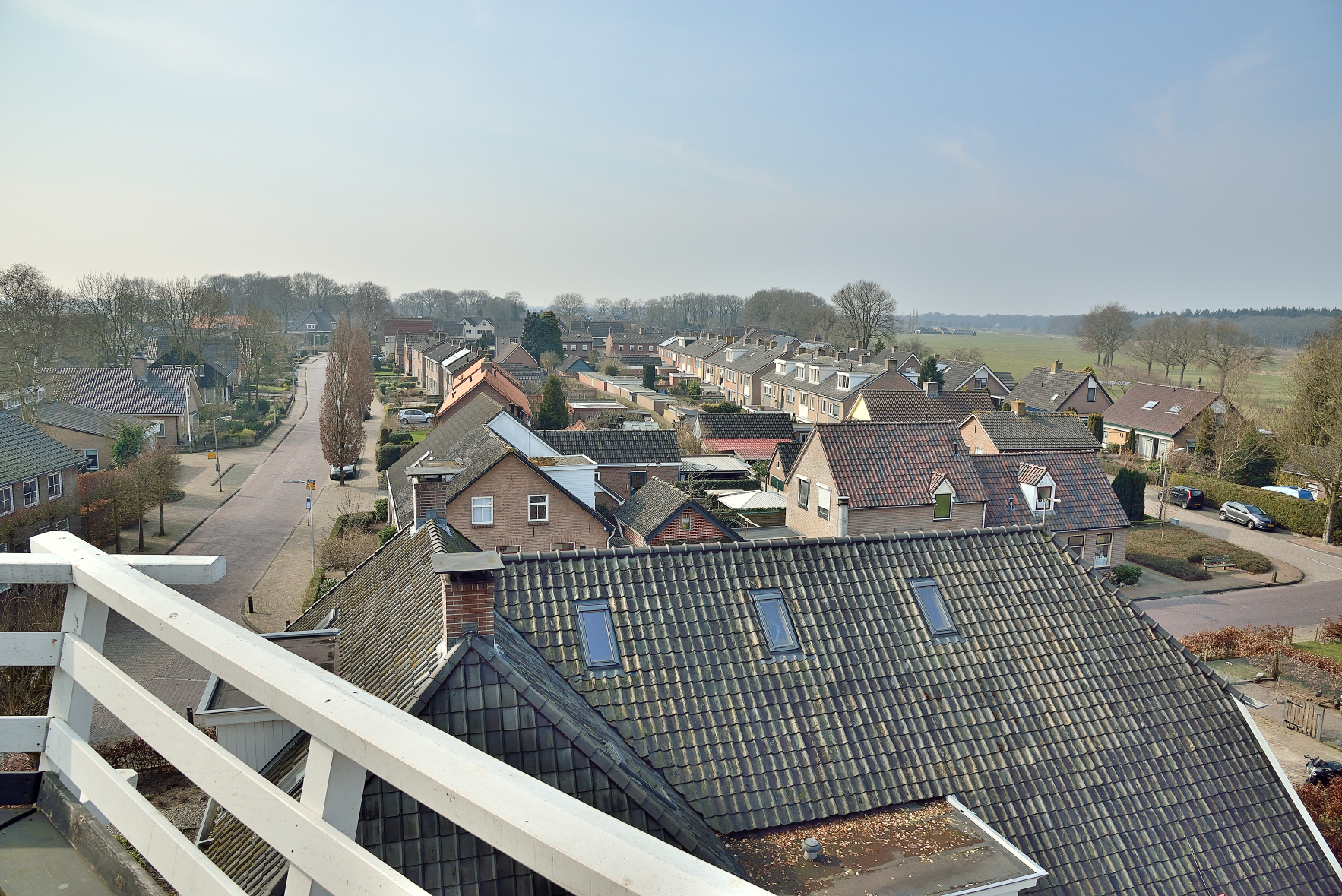
Gezien vanaf de molen
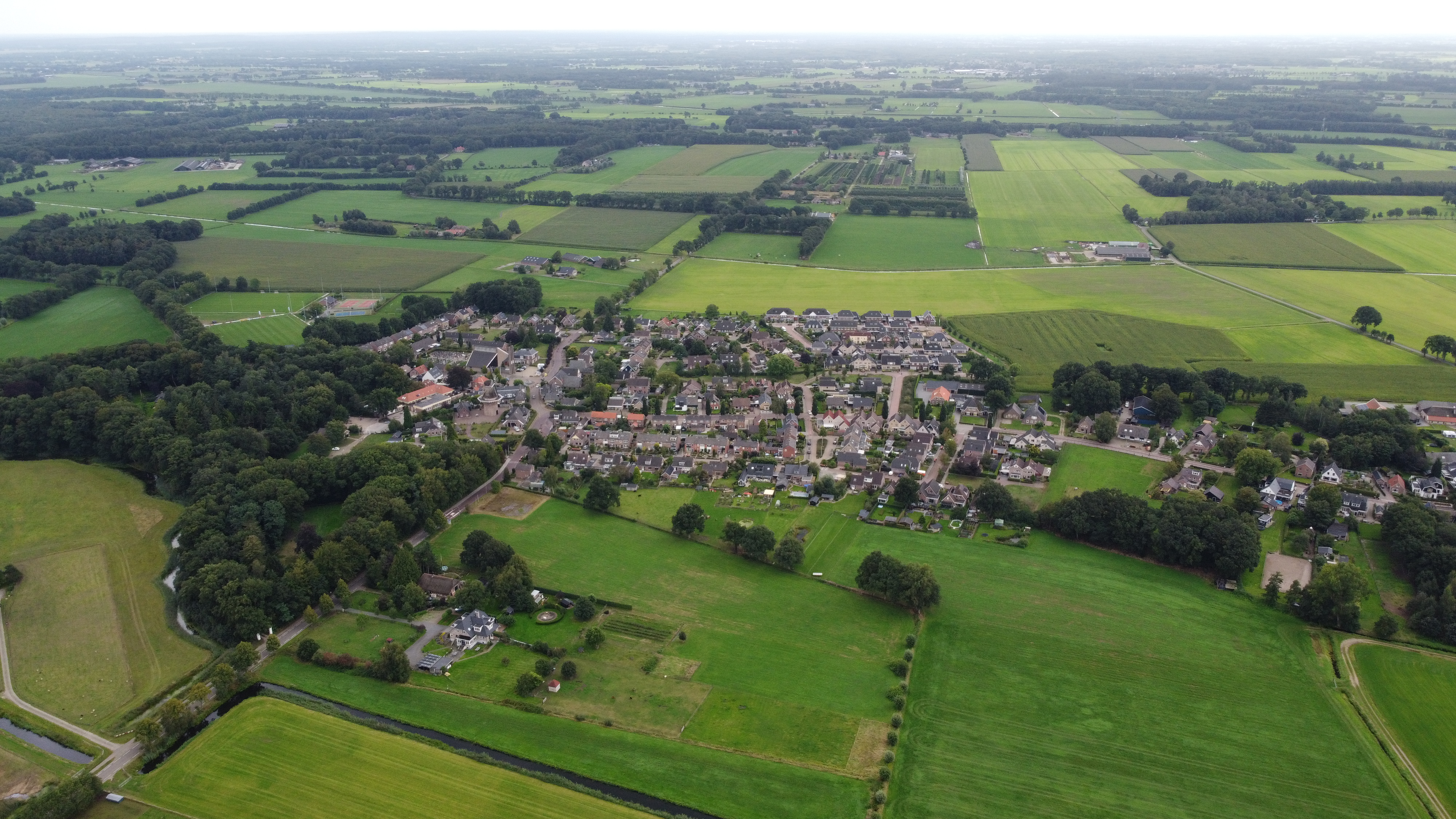
Hoonhorst, gezien vanaf het oosten vanuit de lucht.